# Libertad de Cojedes
Pour les articles homonymes, voir Libertad et Cojedes (homonymie).
Libertad de Cojedes est l'une des deux paroisses civiles de la municipalité de Ricaurte dans l'État de Cojedes au Venezuela. Sa capitale est Libertad, chef-lieu de la municipalité.

## Géographie

### Démographie
Hormis sa capitale Libertad elle-même divisée en quartiers, la paroisse civile possède plusieurs localités :
- Caño Hondo
- Campo Allegre
- El Muertico
- Libertad
  - Cantarrana
  - San Isidro
- Ojo de Agua
- Quitacalzón
- Sabana Larga
- Santoyero
- Tirarigua ou El Genareño